# Gris typographique
Le gris typographique est l'impression produite sur l'œil par la vision générale d'un texte ; on parle aussi de couleur du texte. Il ne s'agit pas de sa couleur au sens de la teinte des pigments colorant les caractères, mais au sens de la densité moyenne du gris, résultat optique de la juxtaposition de multiples caractères noirs sur fond blanc (le concept s'étend bien sûr à d'autres couleurs que le noir).
Le gris typographique conditionne la première impression qu'un lecteur a d'un texte et surtout l'aisance avec laquelle ce lecteur pourra le lire.
Les principales qualités d'un gris typographique sont sa densité et son homogénéité, que déterminent la police, la fonte, le corps, l'interlignage, la graisse, l'utilisation de capitales, la justification et l'approche entre les caractères (interlettrage).
La qualité d'un gris typographique fluctue donc selon plusieurs paramètres :
- le dessin du caractère lui-même ;
- la qualité des approches ;
- l'interlignage ;
- la longueur de justification ;
- la ponctuation.

L'homogénéité du gris d'un bloc de texte est souvent appréciée en plissant les yeux pour « flouter » le texte et mieux percevoir les variations. S'il y a trop de taches sombres ou trop de taches claires dans l'image créée, c'est que le gris n'est pas harmonieux.